# Murat Yıldırım
Murat Yıldırım (Konya, Turska, 13. travnja 1979.), je turski glumac.

## Životopis
Rodio se u Konyi u obitelji oca Turčina i majke Sirijke, a odrastao je u Mardinu, gradu na jugoistoku Turske, na samoj granici sa Sirijom. Zanimao se za matematiku i glazbu, a prve glumačke korake napravio je još u osnovnoj školi kada je nastupio s manjom ulogom u predstavi koju je postavio njegov otac, školski učitelj.
Diplomirao je na odjelu strojarstva na tehničkom fakultetu Yildiz u Istanbulu. U to vrijeme svirao je bubnjeve u bendovima svojih prijatelja.
Glumom se počeo baviti gotovo slučajno, a glumački je debi ostvario 2003. godine u seriji Ölümsüz ask. Uspjeh u Turskoj ostvario je ulogom Alija u televizijskoj seriji Firtina (2006.), dok je međunarodnu slavu postigao ulogom Demira Dogana u popularnoj seriji Asi (2007. – 2009.), koja se s velikim uspjehom prikazivala u arapskim zemljama na Bliskom Istoku, te u Bugarskoj i Rumunjskoj. U seriji je glavnu ulogu dijelio s glumicom Tubom Büyüküstün koja tumači naslovnu junakinju Asi.
Za ulogu u filmu 'Araf' osvaja 2006. nagradu Golden Orange. Godine 2008. tijekom snimanja serije Asi, usporedo je snimao i film Güz sancisi u kojem mu je partnerica bila glumica Beren Saat (Bihter), poznata kao iz serije Strasti Orijenta.
Premda još uvijek zaokupljen glumom, Murat je objavio kako ima i političke ambicije te kako mu je u budućnosti želja biti zastupnik u turskom parlamentu.

### Privatni život
Od 2008. godine oženjen je glumicom Burçin Terzioğlu (poznata po ulozi Ahzad u seriji Ezel), koju je upoznao na snimanju serije Firtina 2006. godine. Zaprosio ju je tijekom snimanja serije Asi za vrijeme napete svađe. Naime, Burçin je bila ljubomorna na Muratovu kolegicu Tubu (Asiye “Asi” Kozcuoğlu) te je pohitala na snimanje u Antakyiju i doživjela putem lakšu prometnu nesreću, što je ubrzalo Muratovu odluku o prosidbi.

## Filmografija
| Godina        | Naslov                | Uloga         | Vrsta                         |
| ------------- | --------------------- | ------------- | ----------------------------- |
| 2003.         | Ayrılsak da Beraberiz |               | obiteljska komedija situacije |
| 2003.         | Patron Kim            |               |                               |
| 2003.         | Ölümsüz ask           | Sedat         | mini-serija                   |
| 2004.         | Büyük yalan           | Okan          | mini-serija                   |
| 2004.         | Bütün çocuklarim      | Mesut         | mini-serija                   |
| 2005.         | Organize isler        | nosač kovčega | film                          |
| 2006.         | Firtina               | Ali           | televizijska serija           |
| 2006.         | Araf                  |               | film                          |
| 2007. – 2009. | Asi                   | Demir Doğan   | televizijska serija           |
| 2009.         | Güz sancisi           | Behçet        | film                          |
| 2010. – 2011. | Ljubav i kazna        | Savaş Baldar  | televizijska serija           |
| 2012.         | Suskunlar             | Ecevit Oran   | televizijska serija           |